# Swida
Swida é um género botânico pertencente à família Cornaceae

## Espécies
- Swida mombeigii (Hemsl.) Soják